# Llista de biografies de Judy Garland

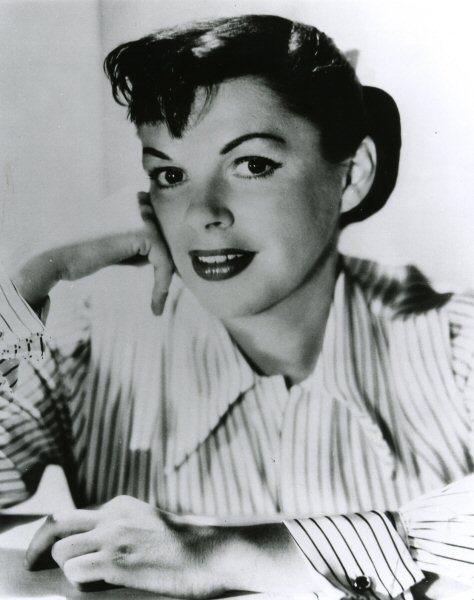
Judy Garland al 1954

Judy Garland ha estat objecte de moltes biografies. Des de la seva mort el 1969, ha estat objecte de més de dues dotzenes de llibres. La primera d'aquestes va ser de Brad Steiger  Judy Garland, publicada poc després de la seva mort, que inclou informació sobre Garland, l'anàlisi de la seva lletra, numerologia i bioritmes. La majoria dels llibres són enterament sobre Garland, però alguns, com el de Patricia Fox-Sheinwold  Too Young to Die, Some Are Born Great d'Adela Rogers St. Johns i The Golden Girls of MGM de Jane Ellen Wayne, només compten amb un capítol sobre ella. Dos volums,  Rainbow's End: The Judy Garland Show de Coyne Steven Sanders i The Other Side of the Rainbow: On the Dawn Patrol With Judy Garland de Mel Tormé, se centren en la sèrie de televisió de Garland, The Judy Garland Show. L'últim marit de Garland, Mickey Degans, és coautor d'un biografia a principis de 1972 i la filla de Garland Lorna Luft va escriure un llibre de memòries de la família el 1988.
Garland s'ha perfilat en pantalla diverses vegades. La biografia de pel·lícula antiga que es coneix va ser un tram del 1961 de la sèrie de televisió sindicat  Hollywood Hist-o-branca, que cobria la seva carrera a través de la filmació d'A Star is Born. Garland va ser objecte d'episodis de la sèrie britànica Omnibus, 60 Minutes, Biography i el E! True Hollywood Story. La història de la seva vida va ser novel·lat a Rainbow el 1978 i el 2001 a Life with Judy Garland: Me and My Shadows, basada en les memòries de Luft, la seva filla. A l'escenari, Garland és un personatge de The Boy from Oz, un musical de 1998 basat en la vida de Peter Allen, i el 2006 actua en The Property Known as Garland, basada en gravacions realitzades abans de la seva última aparició en concert.

## Impressió
| Autor                             | Títol | Data de publicació | Editor                                   | ISBN                 | Notes |
| --------------------------------- | --- | ------------------ | ---------------------------------------- | -------------------- | --- |
| John Briggs                       | Judy Garland: Little Woman, Big Talent                                                                                    | 2014               | Atombank Books                           | 0990516024           | Un llibre per a nens sobre Judy Garland                                                                                           |
| Gerald Clarke                     | Get Happy: The Life of Judy Garland                                                                                       | 2000               | Random House                             | 0375503781           | Harvey Weinstein ha opcionat Get Happy i produirà un espectacle de teatre i cinema basat en ell, protagonitzada per Anne Hathaway |
| Emily R. Coleman                  | The Complete Judy Garland: The Ultimate Guide To Her Career in Films, Records, Concerts, Radio, and Television, 1935-1969 | 1990               | Harper & Row                             | 006016333X           | |
| David Dahl i Barry Kehoe          | Young Judy | 1975               | Mason/Charter                            | 0246109173           | |
| Mickey Deans i Ann Pinchot        | Weep No More, My Lady | 1972               | G. K. Hall                               | 0515029890           | Co-escrit per l'últim marit de Garland.                                                                                           |
| Al DiOrio, Jr.                    | Little Girl Lost: The Life and Hard Times of Judy Garland                                                                 | 1973               | Arlington House                          | 0340207477           | |
| Paul Donnelley                    | Judy Garland | 2007               | Haus                                     | 1904950817           | |
| Anne Edwards                      | Judy Garland | 1975               | Pocket Books                             | 671802283            | |
| Christopher Finch                 | Rainbow: The Stormy Life of Judy Garland                                                                                  | 1975               | Ballantine                               | 0345251733           | |
| Patricia Fox-Sheinwold            | Too Young to Die | 1979 1982          | Bell Publishing Company                  | 0517391376           | Inclou un capítol sobre Garland                                                                                                   |
| Gerold Frank                      | Judy | 1975               | Harper & Row                             | 0060113375           | |
| John Fricke                       | Judy Garland: World's Greatest Entertainer                                                                                | 1992               | Henry Holt & Co.                         | 1567312047           | |
| John Fricke                       | Judy Garland: A Portrait in Art & Anecdote                                                                                | 2003               | Bullfinch                                | 0821228366           | Inclou un pròleg de Lorna Luft |
| James Juneau                      | Judy Garland: A Pyramid Illustrated History of the Movies                                                                 | 1974               | Pyramid Communications                   | 0515034827           | |
| Lorna Luft                        | Me and My Shadows: A Family Memoir                                                                                        | 1988               | Simon & Schuster                         | 0283063203           | Escrit per la filla de Garland. Servit com la base d'un Emmy - pel·lícula guanyadora de televisió.                                |
| David Melton                      | Judy: A Remembrance | 1972               | Stanyan Books                            | 0709152574           | |
| John Meyer                        | Heartbreaker: A Memoir of Judy Garland                                                                                    | 1983 2006          | Doubleday Citadel Press                  | 0806527544 (Citadel) | Història dels dos mesos que John Mayer va passar amb Judy Garland                                                                 |
| Joe Morella and Edward Z. Epstein | Judy: The Complete Films and Career of Judy Garland                                                                       | 1969               | Citadel Press                            | 080651017X           | |
| Rita E. Piro                      | Judy Garland, The Golden Years                                                                                            | 2001               | Great Feats Press                        | 0970626177           | L'única biografia que inclou un arbre genealògic detallat i la història proporcionada per la família materna de Garland.          |
| Rita E. Piro                      | Judy Garland: In Celebration                                                                                              | 2003               | Great Feats Press                        | 0970626134           | |
| James Adam Richliano              | Angels We Have Heard: The Christmas Song Stories                                                                          | 2002               | Star Of Bethlehem Books                  | 0971881006           | Inclou un capítol sobre la participació de Garland en l'elaboració de la cançó Have Yourself A Merry Little Christmas             |
| Coyne Steven Sanders              | Rainbow's End: The Judy Garland Show                                                                                      | 1990               | William Morrow & Co.                     | 0821737082           | Se centra en la sèrie de televisió de Garland, The Judy Garland Show                                                              |
| Scott Schechter                   | Judy Garland: The Day-by-Day Chronicle of a Legend                                                                        | 2002               | Cooper Square Press / Rowman-Littlefield | 0815412053           | |
| David Shipman                     | Judy Garland: The Secret Life of an American Legend                                                                       | 1993               | Little Brown and Company                 | 0786880260           | |
| Lorna Smith                       | Judy, With Love: The Story of Miss Show Business                                                                          | 1975               | Robert Hale and Co.                      | 0709152574           | |
| James Spada, with Karen Swenson   | Judy and Liza | 1983               | Doubleday & Company, Inc.                | 0385182023           | |
| Adela Rogers St. Johns            | Some Are Born Great | 1974               | Doubleday & Company, Inc.                | 0385087691           | Inclou un capítol sobre Garland                                                                                                   |
| Michelle Russell                  | From Tennessee to Oz - The Amazing Saga of Judy Garland's Family History, Part 1 & 2                                      | 2009 & 2011        | Catsong Publishing                       | 0980064228           | La història paterna de Judy Garland a Tennessee, a partir de 1793.                                                                |
| Brad Steiger                      | Judy Garland | 1969               | Ace Books                                |                      | La primera biografia publicada després de la mort de Garland.                                                                     |
| Mel Tormé                         | The Other Side of the Rainbow: On the Dawn Patrol With Judy Garland                                                       | 1971               | W. H. Allen                              | 0883651815           | "Tell-all" llibre escrit per Tormé com a director musical de The Judy Garland Show                                                |
| Ethlie Ann Vare, ed.              | Rainbow: A Star-Studded Tribute to Judy Garland                                                                           | 1998               | Boulevard Books                          | 157297334X           | Recollida de material publicat anteriorment sobre Garland. Presentada per Michael Musto.                                          |
| Thomas J. Watson i Bill Chapman   | Judy: Portrait of an American Legend                                                                                      | 1986               | McGraw-Hill Book Company                 | 0070684871           | |
| Jane Ellen Wayne                  | The Golden Girls of MGM                                                                                                   | 2003               | Carroll and Graf                         | 0786713038           | Inclou un capítol sobre Garland                                                                                                   |

## Pel·lícules i videos
| Any  | Títol                                     | Sèrie                   | Xarxa      | Notes |
| ---- | ----------------------------------------- | ----------------------- | ---------- | --- |
| 1961 | Judy Garland                              | Hollywood Hist-o-rama   | Syndicated | El sindicat de televisió que cobreix la curta carrera de Garland a través de A Star is Born, passant per alt qualsevol esment dels problemes de Garland. |
| 1972 | Judy: Impressions of Garland              | Omnibus                 | BBC        | |
| 1975 | Judy/The Ultra Secret                     | 60 Minutes              | CBS        | El segment de Garland va ser un dels dos en l'episodi. "The Ultra Secret" era un segment sobre la Segona Guerra Mundial que tractava en desxifrar codis. |
| 1978 | Judy Garland                              | The Hollywood Greats    | BBC        | |
| 1978 | Rainbow                                   | N/A                     | NBC        | Biopic centrant-se en els primers anys de Garland. Andrea McArdle fa de Garland. |
| 1985 | Judy Garland: The Concert Years           | Great Performances      | PBS        | Nominat per a un premi Emmy per "Outstanding Informational Special". |
| 1997 | Judy Garland: Beyond the Rainbow          | Biography               | A&E        | Estès episodi de dues hores. |
| 2001 | Life with Judy Garland: Me and My Shadows | N/A                     | ABC        | De dues parts de pel·lícula biogràfica basada en les memòries de Luft. Garland com una nena va ser interpretata per Tammy Blanchard i Judy Davis va fer de Garland com a adult. La mini-sèrie va ser nominada a 13 premis Emmy, and won five, including awards to both Blanchard and Davis. |
| 2001 | Last Days of Judy Garland                 | E! True Hollywood Story | E!         | |
| 2004 | Judy Garland: By Myself                   | American Masters        | PBS        | Va guanyar dos premis Emmy a la Millor edició d'imatge per programa de no ficció i Millor Guió de programa de no ficció; nominated for three more. |

## Etapa
| Any  | Títol                         | Autor                                               | Protagonitzada | Notes |
| ---- | ----------------------------- | --------------------------------------------------- | --- | --- |
| 1998 | The Boy from Oz               | Nick Enright (llibre) Peter Allen (música i lletra) | Chrissy Amphlett (producció australiana del 1998) Isabel Keating (producció de Broadway del 2003)                          | Musical basat en la vida de Peter Allen en el qual Garland és un personatge. Amphlett va reprendre el seu paper per al viatge de la sorra d'Austràlia al 2006. |
| 2005 | End of the Rainbow            | Peter Quilter                                       | Caroline O'Connor (original australiana) Tracie Bennett (produccions de Londres i Broadway del 2010 i 2012 respectivament) | Cobreix el període previ a la gira del concert de 1968 de Garland a Anglaterra.                                                                                |
| 2006 | The Property Known as Garland | Billy Van Zandt                                     | Adrienne Barbeau | Basada en les gravacions realitzades per Garland en la nit de la seva aparença en el concert final, a Copenhaguen el 1969.                                     |
| 2010 | The Judy Monologues           | Darren Stewart-Jones                                | Diversos | Basada en les gravacions realitzades per Garland a mitjans de la dècada de 1960 en la seva autobiografia no escrita.                                           |

## Per veure més
- Judy Garland